# The Way We Were (альбом)
The Way We Were — студийный альбом Барбры Стрейзанд, выпущенный на лейбле Columbia Records в январе 1974 года. Выпущенный изначально под названием Barbra Streisand Featuring The Way We Were and All in Love Is Fair из-за юридического конфликта с саундтреком к фильму «Какими мы были» за название, альбом позже переиздавался с оригинальным названием The Way We Were. Альбом стал большим успехом для Стрейзанд и был продан во всем мире тиражом более 3 млн копий. Пластинка достигла первого места в чарте Billboard Top LP’s & Tape, оставаясь на вершине 2 недели. Альбом был сертифицирован как дважды платиновый в США 23 сентября 1998 года. В Великобритании альбом стал серебряным, с продажами более 60 тысяч копий, это четвёртый альбом Стрейзанд, попавший в британский чарт.

## Об альбоме
Саундтрек к фильму «Какими мы были» и новый альбом Стрейзанд, получивший название The Way We Were, оба были выпущены в январе 1974 года. Так как оба альбома имели одинаковое название, кинопродюсер Рей Старк предъявил иск, чтобы помешать студийному альбому Барбры конкурировать с саундтреком, который распространялся компанией Rastar и включал музыку Марвина Хэмлиша, звучавшую в фильме, а также две вокальных композиции Стрейзанд на заглавную песню. Альбом Стрейзанд проиграл в юридическом сражении и вышел под названием Barbra Streisand Featuring The Way We Were and All In Love Is Fair. Годами позже, когда была выпущена ремастированная версия альбома на компакт-диске, на обложке было восстановлено оригинальное название, The Way We Were.
Альбом The Way We Were был составлен, по большей части, из неиспользованных записей 1970 года для проекта The Singer, над которым Барбра тогда работала. Работа над проектом была приостановлена в приоритет записи альбома Stoney End. Только песни «All in Love Is Fair», «Something So Right», поп-версия «The Way We Were» и «Being at War With Each Other» были записаны специально для этого альбома в декабре 1973 года. Песня «Make the Man Love Me» Барри Манна и Синтии Вайль была записана во время той же сессии, 14 декабря, но остаётся неизданной по сей день.
Песня «I’ve Never Been a Woman Before» была написана Роном Миллером, который также написал песню «If I Could» (для альбома Higher Ground). «I’ve Never Been a Woman Before» была частью бродвейской постановки Cherry, основанной на пьесе Уильяма Инджа «Автобусная остановка». Барбра ранее исполняла эту песню во время серии своих концертов в Лас-Вегасе. Клаус Огерман, её лас-вегасский музыкальный постановщик, аранжировал песню для этого альбома.
Мартин Чарнин написал «The Best Thing You’ve Ever Done». Чарнин получил известность как автор песен из мюзикла «Энни». В середине 1960-х он также активно сотрудничал с Гарольдом Арленом, помогая ему в написании текстов. Стрейзанд записала в 1969 году их совместную песню «That’s a Fine Kind of Freedom», её версия вошла в альбом What About Today?. Чарнин рассказывал о написании «The Best Thing You’ve Ever Done»: «Я был в Нью-Йорке и столкнулся с Гербертом Россом, который снимал в то время фильм „Филин и кошечка“. Он спросил меня, будет ли мне интересно написать песню для Барбры к фильму, в котором главные герои расстаются. Я сказал ему, что хотел бы для начала увидеть несмонтированный материал для фильма, но его предложение меня заинтересовало. Я написал песню, отправил её людям Барбры, и всё. Когда вышел фильм, вся музыка для него была сыграна группой Blood, Sweat & Tears, потому я подумал, что от моей песни просто отказались. Барбре, тем не менее, понравилась песня, и она вышла в итоге на одном из её альбомов три года спустя». Барбра также записала более упрощенную версию «The Best Thing You’ve Ever Done», в которой ей акомпанимировало лишь трио музыкантов, однако эта версия осталась неизданной. Третья версия песни была издана как сингл в апреле 1970 года наряду с другой песней, записанной в то время — «Summer Me, Winter Me». Вторая была включена в альбом The Way We Were в сингловой версии.
Стрейзанд впервые спела песню «My Buddy» / «How About Me?» в 1967 году на своём специальном телешоу The Belle of 14th Street. Морт Линдси аранжировал песню для шоу. Так как релиз саундтрека The Belle of 14th Street был отменён лейблом Барбры, Columbia Records, она захотела обновить песню и представить её на новом альбоме, с аранажировкой Питера Матца. «What Are You Doing the Rest of Your Life?» была записана во время тех же сентябрьских сессий, также с аранжировкой Матца. Песня была выпущена в октябре 1969 года как сингл с би-сайдом «What About Today?».
«Pieces of Dreams» была написана для фильма «Осколки грёз» 1970 года. Хотя в фильме песню исполняла не Стрейзанд, а Ширли Бэсси, Columbia Records выпустили её версию в ограниченном тираже как промосингл в 1970 году.
Другие две песни, записанные весной 1970 года — «The Singer» и «I Can Do It» — были изданы в 1991 году на альбоме Just for the Record….
Для обложки альбома была использована фотография Стива Шапиро, а для оборотной стороны пластинки — Дэвида Бейли. Стив Шапиро встретился со Стрейзанд у неё дома и сфотографировал в различных нарядах и с разными прическами. «Она была одета полностью в чёрное и точно знала, как ей расположить руки, чтобы вы видели ярко-красный лак её ногтей», вспоминал Шапиро. «Мы снимали все фото на открытом воздухе с естественным дневным освещением».

## Life Cycle of a Woman
В 1973 году, до начала работы над альбомом The Way We Were, Барбра работала над другим проектом, так и не завершенным до конца. Мишель Легран работал над музыкой, а супруги Бергман над текстами песен. В различных статьях и биографиях Стрейзанд этот проект называют Life Cycle of a Woman. Мишель Легран называл проект The Life And Death of a Young Woman. Сама Стрейзанд в одном из интервью упоминала этот проект как Between Yesterday & Tomorrow. Мэрилин Бергман рассказывала: «Я не думаю, что у проекта есть какое-либо определённое название. Мы так и не закончили эту работу. Думаю, мы все были слишком заняты».
Барбра провела один день, 19 апреля 1973 года, в голливудской студии TTG Studios, записав несколько песен для этого проекта. Работа над Life Cycle of a Woman велась параллельно с работой над альбомом Classical Barbra, который Стрейзанд записывала с Клаусом Огерманом. Она вспоминала об этих сессиях: «Я, отчасти импульсивно, хотела получить опыт исполнения вместе с оркестром. Все сказали, что это отличная идея, но на самом деле вас оставляют без возможности уменьшить громкость арфы или повысить громкость голоса, или исполнения других идей».
Мишель Легран рассказал в интервью: "Однажды мы встретились с Бергманами и я сказал им, так как я в то время уже работал со Стрейзанд: 'Почему бы нам не написать для Барбры концептуальный альбом? Знаете, с идеей о чей-то жизни, например, женщины? Почему бы не написать цикл из двенадцати или четырнадцати песен о её рождении, молодости, любви, замужестве, материнстве, старости, смерти?' Им понравилась эта идея и мы стали работать над этим проектом. Все песни были написаны. Бергманы и я работали над этим проектом в течение пяти лет. Но Барбра… она такая занятая женщина. Мы записали почти половину этого альбома. В 1975 году я думал, мы закончим этот проект. Альбом описывает целую жизнь. Первая песня написана о рождении, а последняя — о смерти. В промежутке будут песни о детстве, юности, первой любви в 16 лет, браке, материнстве. Эти песни очень сильны. Барбре нравился проект, но она говорила: «Я не могу петь песни о смерти и рождении. Это слишком глубоко, это… я имею в виду, я не могу говорить о смерти, я не могу говорить о… Я готова закончить альбом, если мы исключим песни о смерти и рождении. Я отказал». В интервью 1977 года Стрейзанд заявила, что она не будет продолжать работу над этим проектом. В 1999 году она рассказала: «Идея этой записи состояла в том, чтобы провести хронику жизни одной женщины, от рождения до могилы […] По ряду причин, все мы оказались заняты другими проектами, и я потеряла стремление закончить этот альбом. Однако, время от времени я вспоминаю те песни, что мы записали тогда. Фактически, на моём новом альбоме A Love Like Ours вышла песня „Wait“, которая была написана для Life Cycle of a Woman».
Две песни с этих сессий, «Between Yesterday & Tomorrow» и «Can You Tell the Moment?», были изданы на альбоме Just for the Record… в 1991 году. Ещё одна песня, «Mother & Child», вышла в 2012 году на альбоме Release Me. Песни «The Smile I’ve Never Smiled» и «Once You’ve Been in Love» были записаны во время сессий для этого альбома, однако, по словам Бергманов, они были предназначены для саундтреков к фильмам «Один — одинокое число» и «Жалобы портного», соответственно. По планам, песни должны были быть выпущены на второй части Release Me.
| Оценки критиков               | Оценки критиков |
| Источник                      | Оценка          |
| ----------------------------- | --------------- |
| AllMusic                      | [ 4 ]           |
| Billboard                     | без оценки      |
| Cashbox                       | без оценки      |
| Robert Christgau              | (B−)            |
| Encyclopedia of Popular Music | [ 8 ]           |
| Record & Radio Mirror         | без оценки      |
| Record World                  | без оценки      |
| Rolling Stone                 | без оценки      |
| Rolling Stone (обзор 2)       | без оценки      |

## Коммерческий успех
Альбом дебютировал в чарте Billboard Top LP’s & Tape на 97 месте 16 февраля 1974 года, а через месяц, 16 марта, он возглавил чарт, оставаясь на первом месте 2 недели. Альбом провел в чарте 31 неделю. 26 марта 1975 года был сертифицирован как золотой, 21 ноября 1986 года — как платиновый, а 23 сентября 1998 года был назван дважды платиновым.
Студийный альбом стал более успешным, чем саундтрек к одноимённому фильму. Саундтрек дебютировал в Billboard Top LP’s & Tape с 82 места 16 февраля 1974 года, а через месяц достиг пик-позиции — на 20 месте, оставшись в чарте 15 недель. 20 октября 1998 года пластинка была сертифицирована как золотая.
С пластинки вышло два сингла. Первым, в сентябре 1973 года, стала песня — «The Way We Were» с би-сайдом «What Are You Doing the Rest of Your Life?». Заглавная песня фильма «Какими мы были» стала одним из самых успешных синглов Стрейзанд и первым её № 1. Кэрол Кэй, сыгравшая партию на бас-гитаре, вспоминала о записи «The Way We Were»: «Мы проигрывали и проигрывали музыку в поиске каких-либо ошибок и сделали перерыв в ожидании Барбры, она сильно опаздывала. Наконец, после перерыва, наш огромный оркестр снова собрался вместе, и мы 33 раза записали „The Way We Were“ с Барброй и дирижёром Марвином Хэмлишем, а также командой авторов песни (Аланом и Мэрилин Бергман)… Запись за записью мы продолжали работать, каждая из них была такой же сильной как и предыдущая, я уже было посмотрела на барабанщика Пола Хамфри со взглядом 'Когда это закончится?'… После нескольких арпеджио, особенно на припеве, я оглянулась и поймала быстрый пристальный взгляд госпожи Стрейзанд, она держала высокую и длинную ноту, такую, что наши глаза глаза открылись в изумлении, и закончила запись. Пол посмотрел на меня, и мы улыбнулись… Мы знали, что это была та самая запись». Авторы песни, Хэмлиш и Бергманы, написали другую песню с этой мелодией — «The Way We Weren’t», хотя в итоге был выбран первый вариант. 7-дюймовый сингл содержал вокальную версию, отличающуюся от альбомной версии и версии с саундтрека. Сингл дебютировал в чарте Billboard Hot 100 на 92 месте 24 ноября 1973 года. 2 февраля 1974 года песня достигла первого места, опустившись на следующей неделе на вторую строчку, а через неделю вновь вернувшись на вершину. В общей сложности песня провела на первом месте 3 недели, и в топ-100 — 23 недели. 6 февраля 1974 года сингл был сертифицрован как золотой, а 19 августа 1997 года — как платиновый. «The Way We Were» достигла также первого места в чартах Канады, топ-40 в Великобритании и стала синглом № 1 в США по версии Billboard. Песня получила премии «Оскар» и «Золотой глобус» за лучшую песню к фильму и премию «Грэмми» за лучшую песню года.
В марте 1974 года вышел второй сингл — «All In Love Is Fair». Песня стартовала в чарте Billboard Hot 100 с 81 позиции 30 марта 1974 года, а 20 апреля достигла своей пик-позиции — № 63, оставшись в чарте 5 недель.

## Список композиций
| №  | Название                          | Автор(ы)                                     | Длительность |
| -- | --------------------------------- | -------------------------------------------- | ------------ |
| 1. | «Being at War With Each Other»    | Кэрол Кинг                                   | 3:59         |
| 2. | «Something So Right»              | Пол Саймон                                   | 4:26         |
| 3. | «The Best Thing You’ve Ever Done» | Мартин Чарнин                                | 2:50         |
| 4. | «The Way We Were»                 | Марвин Хэмлиш, Алан Бергман, Мэрилин Бергман | 3:29         |
| 5. | «All in Love Is Fair»             | Стиви Уандер                                 | 3:50         |

| №  | Название                                    | Автор(ы)                                     | Длительность |
| -- | ------------------------------------------- | -------------------------------------------- | ------------ |
| 1. | «What Are You Doing the Rest of Your Life?» | Мишель Легран, Алан Бергман, Мэрилин Бергман | 3:17         |
| 2. | «Summer Me, Winter Me»                      | Мишель Легран, Алан Бергман, Мэрилин Бергман | 2:56         |
| 3. | «Pieces of Dreams»                          | Мишель Легран, Алан Бергман, Мэрилин Бергман | 3:29         |
| 4. | «I’ve Never Been a Woman Before»            | Том Бейрд, Рон Миллер                        | 2:43         |
| 5. | «My Buddy»/ «How About Me?»                 | Уолтер Дональдсон, Гас Кан, Ирвинг Берлин    | 4:09         |

## Позиции в хит-парадах
| Чарт (1974)                              | Место |
| ---------------------------------------- | ----- |
| Австралия (Australian Kent Music Report) | 10    |
| Великобритания (UK Albums Chart)         | 49    |
| Канада (RPM Albums Chart)                | 3     |
| США (Billboard Top LP’s & Tape)          | 1     |
| Япония (Japanese Oricon LPs Chart)       | 73    |

| Чарт (1974)                        | Место |
| ---------------------------------- | ----- |
| Канада (RPM Year-End)              | 18    |
| США (Billboard Top Popular Albums) | 50    |

### Сертификации
| Регион                                                      | Сертификация  | Продажи    |
| ----------------------------------------------------------- | ------------- | ---------- |
| Австралия (ARIA)                                            | Золотой       | 35 000^    |
| Канада (Music Canada)                                       | Платиновый    | 100 000^   |
| Великобритания (BPI)                                        | Серебряный    | 60 000^    |
| США (RIAA)                                                  | 2× Платиновый | 2 000 000^ |
| ^ Данные о тиражах приведены только на основе сертификации. |               |            |